# Opera buffa (album)
Opera buffa (1973) è il primo album dal vivo del cantautore italiano Francesco Guccini e il quinto della sua discografia.

## Descrizione
L'album contiene brani registrati dal vivo al "Folkstudio" di Roma e all'Osteria delle Dame di Bologna; quattro brani sono canzoni inedite scritte da Guccini appositamente per il disco; vi è poi una ripresa del brano Il bello, già uscita su 45 giri nel 1968 e incisa nel 1970 da Lando Buzzanca, e una canzone popolare bolognese, La fiera di San Lazzaro.

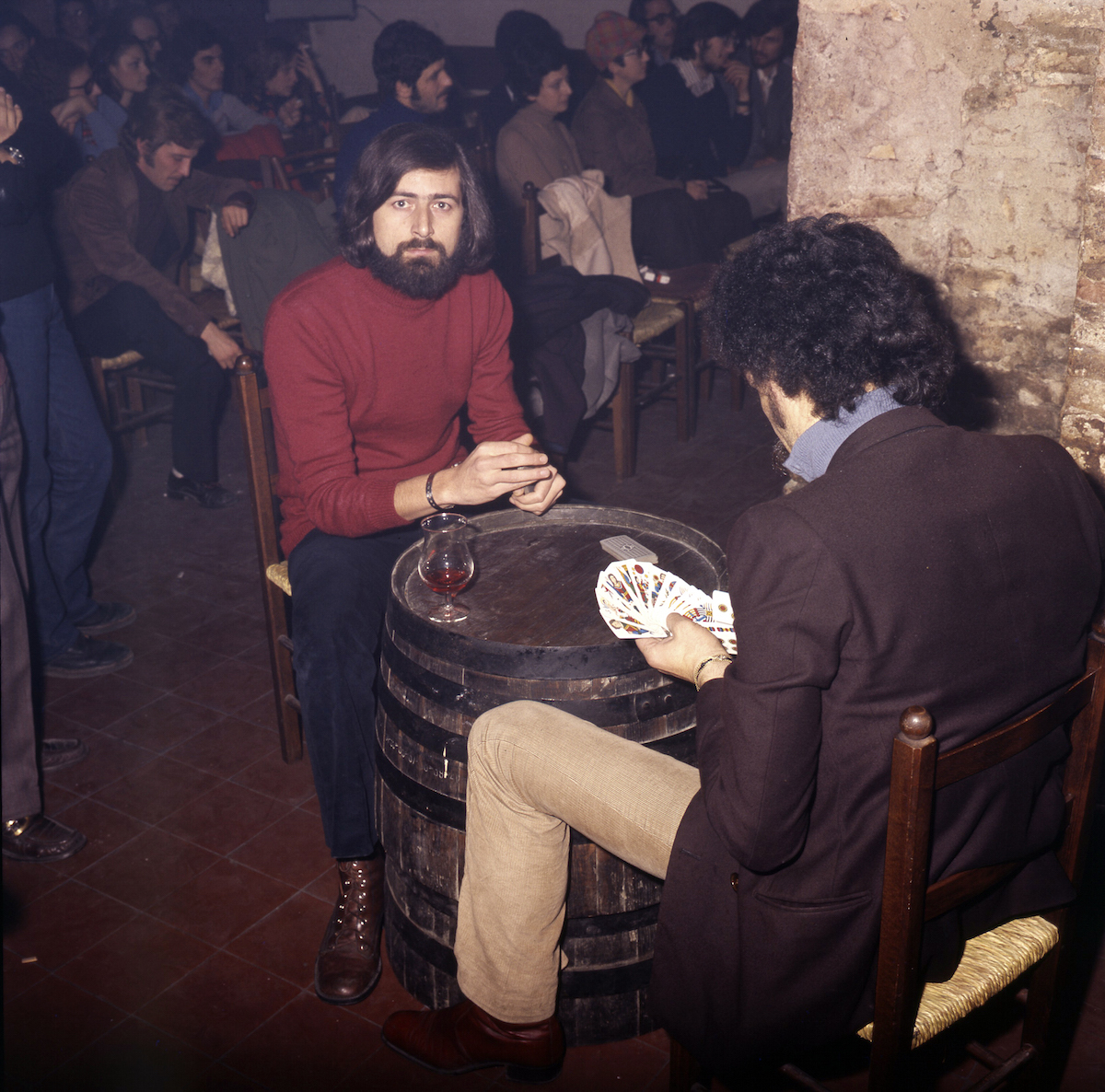
Guccini all'Osteria delle Dame (1972)

Come scrive Guccini nella nota di presentazione stampata all'interno dell'album, questo «è un disco nato per caso, ma non a caso. L'idea c'era da tempo, una specie di "altra faccia di...", o fermare in un certo modo qualcuna di quelle serate "dal vivo", col pubblico attore che parla e ride e io che gigioneggio, recito, mi diverto». Perché in fondo di questo si tratta: non solo di un album dal vivo, ma di un album gigionesco, cabarettistico, di un divertissement.
A dire il vero non è neppure un album completamente dal vivo perché, se è vero che le canzoni sono state registrate in diretta, voce e chitarra, in parte al Folkstudio di Roma e in parte all'Osteria delle Dame di Bologna, esse sono arricchite da alcune orchestrazioni sovraincise in studio, che ne accentuerebbero il carattere grottesco e goliardico. Lo stesso Guccini spiega che in principio era contrario ad inserire successivamente «un po' di musica qui, un po' là», ma alla fine si è fatto convincere dal produttore Pier Farri.
L'album è quindi rilevante proprio perché ci mostra un altro Guccini, fino ad allora inedito su vinile, che solo molti anni dopo, inserirà in un suo album (D'amore di morte e di altre sciocchezze, del 1996) una canzone - I fichi - che ricorda quelle contenute in Opera buffa, anche perché scritta pochi mesi dopo (e presentata spesso da Guccini sia nei concerti di quegli anni sia in televisione, a "Televacca" condotto da Roberto Benigni sulla Rai nel 1976).
I temi delle canzoni, che riprendono con ironia tematiche del passato, come quella della Genesi, dove Dio vuole creare la televisione, ma invece gli viene fuori la Terra, oppure i ricordi di gioventù de Il bello o Di mamme ce n'è una sola. Il tono ironico e canzonatorio deve molto al Mistero buffo di Dario Fo, che in quegli anni era rappresentato a teatro.
Tra i musicisti che suonano nel disco sono da ricordare Ettore De Carolis, ex componente dei Chetro & Co., che firma gli arrangiamenti con Pier Farri, la violinista americana Talia Toni Marcus (che, anni dopo, aggiungendo anche il nome originale (Talia) e ritornata a vivere negli Stati Uniti, diventerà la violinista di Van Morrison) al violino e alla viola e Tony Esposito alle percussioni.

## I brani

### Il bello
Caricatura del ragazzino impomatato e spavaldo che, con la sua Gilera e il suo ridicolo "savoir faire", fa strage di cuori nelle balere di paese. I tic della vita di provincia forniscono lo spunto per questa divertente canzone.

### Di mamme ce n'è una sola
Parodia della musica leggera tanto amata negli anni sessanta e settanta. L'autore sottolinea gli stereotipi che spesso questo tipo di musica usa e il concetto dell'"altra donna" che allontana il figlio dall'unico amore sincero della sua vita, quello per la madre.

### La Genesi
Cabarettistica narrazione della creazione del mondo. Dio, annoiato da un cosmo deserto e senza televisione, decide, per sua distrazione, di creare l'universo. Alla fine, con gli avanzi ("un po' di formaggio e due scatolette di Simmenthal") metterà a cena gli angeli, poi darà vita all'uomo con "un poco di argilla rossa".
"Mentre pensava a se stesso pensante" è un riferimento al Dio della teologia di san Tommaso d'Aquino, che essendo perfetto, come già il dio di Aristotele, non può pensare ad altro che alla perfezione, ovvero a se stesso.

### Fantoni Cesira
Fantoni Cesira, figlia di uno squattrinato alcolizzato, dedito esclusivamente al vino; la madre a un certo punto si sparerà, travolta dal destino toccatole (destino che lei, astemia, non poteva scordare con l'alcool). La povera Cesira trova lavoro in fabbrica, ma sogna una vita da principessa "con pellicce, ville e piscine". Il fato porta un produttore alla sagra del paese della ragazza, che viene eletta "Miss Tette" per il suo seno prosperoso. Questi si fa avanti proponendole di fare cinema, anche se, la prima sera che passano insieme, con lei farà ben altro. Cesira dunque "perde la castità" ma si aggiudica Cinecittà: lascia il lavoro, chiude suo padre in ricovero, e acquistato un topless, corre a Roma. Lì "visita decine di letti", si prostituisce, se la fa con produttori, segretari, cardinali, negri, si fa mantenere da un onorevole (che però le fa fare "un romanzo a fumetti"), ma in compenso studia dizione, bel canto, recitazione, regia. Da ultimo la giovane, ormai milionaria "fra letto e seno" e con lo pseudonimo di Cesy Phantoni, diviene l'amante di un noto produttore che le garantisce il futuro artistico e privato, prendendola in seconde nozze in Messico. "...E la morale di questa storia, al giorno d'oggi non è tanto strana: per aver soldi, la fama e la gloria bisogna essere un poco puttana".

### Talkin' sul sesso
Satira sul perbenismo sessuofobo dell'Italia del tempo, eseguita sulla base dei talking blues statunitensi. Guccini aveva già adoperato questo schema per la canzone "Talkin' Milano", contenuta nell'album d'esordio Folk Beat N.1.

### La fiera di San Lazzaro
La canzone riprende una filastrocca popolare bolognese riferita a un tradizionale mercato che si tiene annualmente nel comune di San Lazzaro di Savena, confinante con Bologna. Il testo, umoristico e licenzioso, viene integrato da piccoli sketch parlati dal cantautore alla fine di ogni strofa, dove "traduce" le locuzioni dialettali.

## Tracce

### Lato A
1. Il bello – 2:19
2. Di mamme ce n'è una sola – 4:27
3. La Genesi – 6:58

Durata totale: 13:44

### Lato B
1. Fantoni Cesira – 3:32
2. Talkin' sul sesso – 6:22
3. La fiera di San Lazzaro – 5:39

Durata totale: 15:33

## Formazione
- Francesco Guccini - voce
- Tony Esposito - percussioni
- Toni Marcus - violino